# Jacques Raymond Brascassat

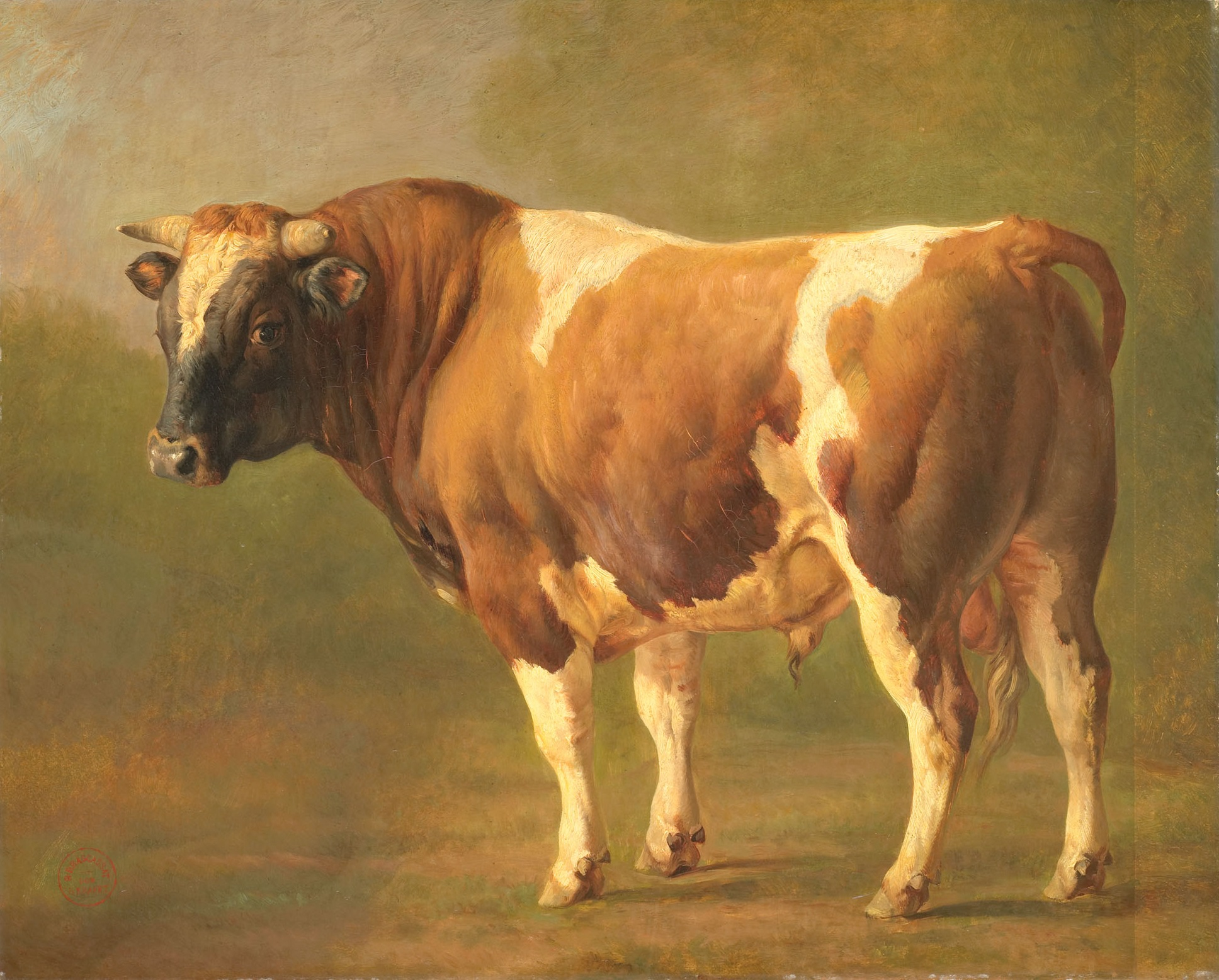
Ein Bulle

Jacques Raymond Brascassat (* 30. August 1804 in Bordeaux; † 28. Februar 1867 in Paris) war ein französischer Landschafts- und Tiermaler sowie Radierer und Lithograf.
Brascassat begann seine künstlerische Laufbahn im Alter von zwölf Jahren als Lehrling beim Dekorateur Lacaze. Der Landschaftsmaler Théodore Richard half ihm in die städtische Zeichenschule einzutreten, wo er Schüler von Jean-Baptiste Dubourdieu wurde.
Brascassat studierte danach an der Kunstschule von Bordeaux und an der École  des beaux-arts de Paris bei Louis Hersent.
Er gewann 1825 den zweiten Preis des Prix de Rome für eine historische Landschaft, was für ein Italien-Stipendium nicht ausreichte. Erst die Unterstützung der Herzogin von Berry und des Königs Karl X. ermöglichte ihm einen vierjährigen Aufenthalt in Italien. Zwischen 1826 und 1830 malte er Landschaften, die er ab 1831 im Pariser Salon ausstellte.
Ab 1835 widmete er sich der Tiermalerei. Im Jahr 1827 malte er die Zarafa-Giraffe, ein diplomatisches Geschenk vom Gouverneur von Ägypten Muhammad Ali Pascha an Karl X., die als erste Giraffe auf französischem Gebiet galt.
1837 wurde er mit dem Ritterorden der Ehrenlegion ausgezeichnet.
1843 unternahm er eine zweite Italienreise sowie Reisen nach Schottland, in die Schweiz und die Niederlande.
1836 errichtete er sein Atelier auf dem Montmartre-Hügel. Er wurde 1846 zum Mitglied der Akademie der Schönen Künste gewählt. Zu seinen Schülern gehörten u. a. die Maler Charles-François Daubigny und Ferdinand Chaigneau.
Ab 1831 schuf Brascassat eine beträchtliche Anzahl von Lithografien, dann von 1857 bis 1860 Radierungen mit Darstellungen aus der Tierwelt.